# Handsatz

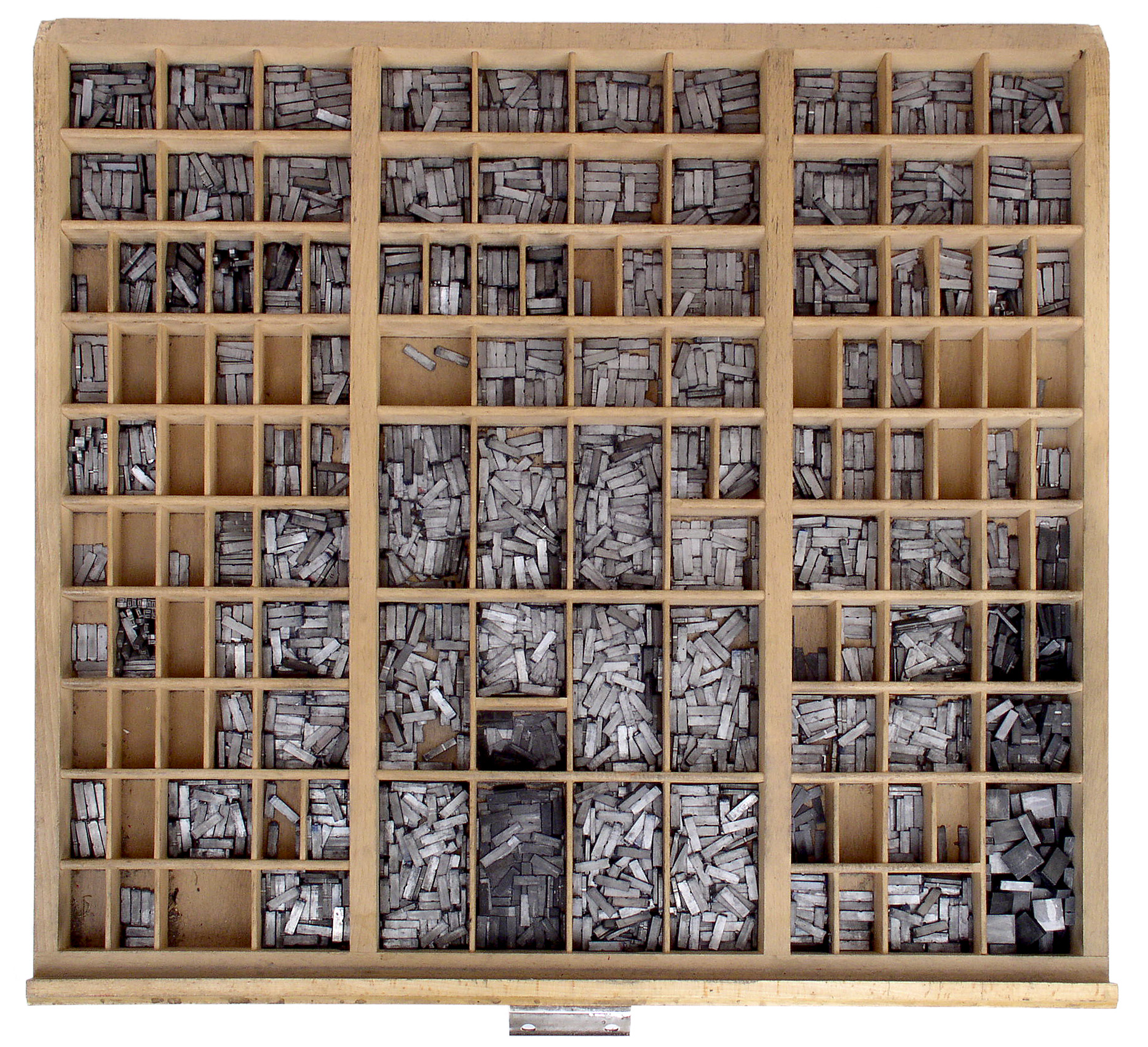
Setzkasten für die DIN-Belegung

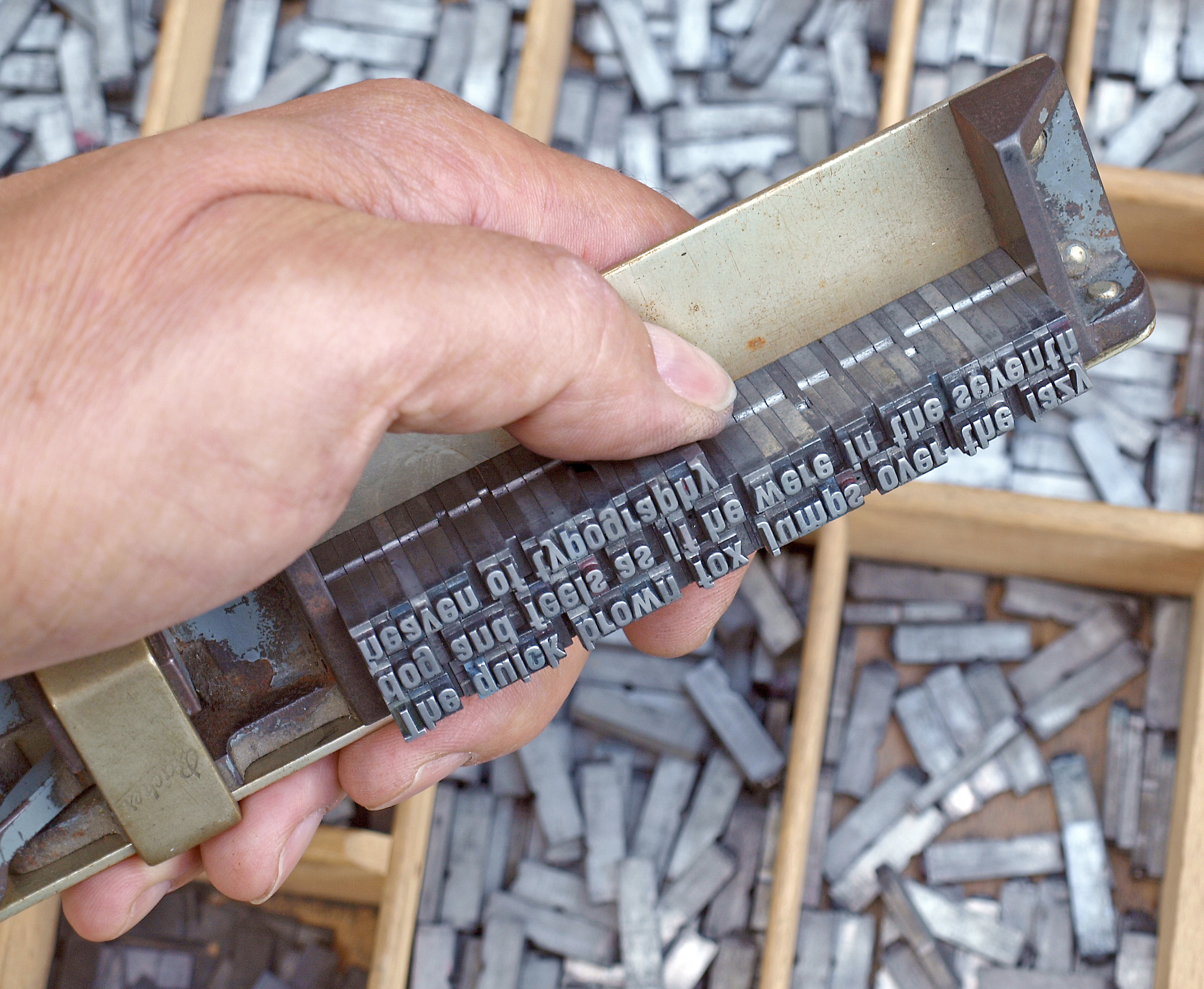
Bleibuchstaben im Winkelhaken beim Handsatz

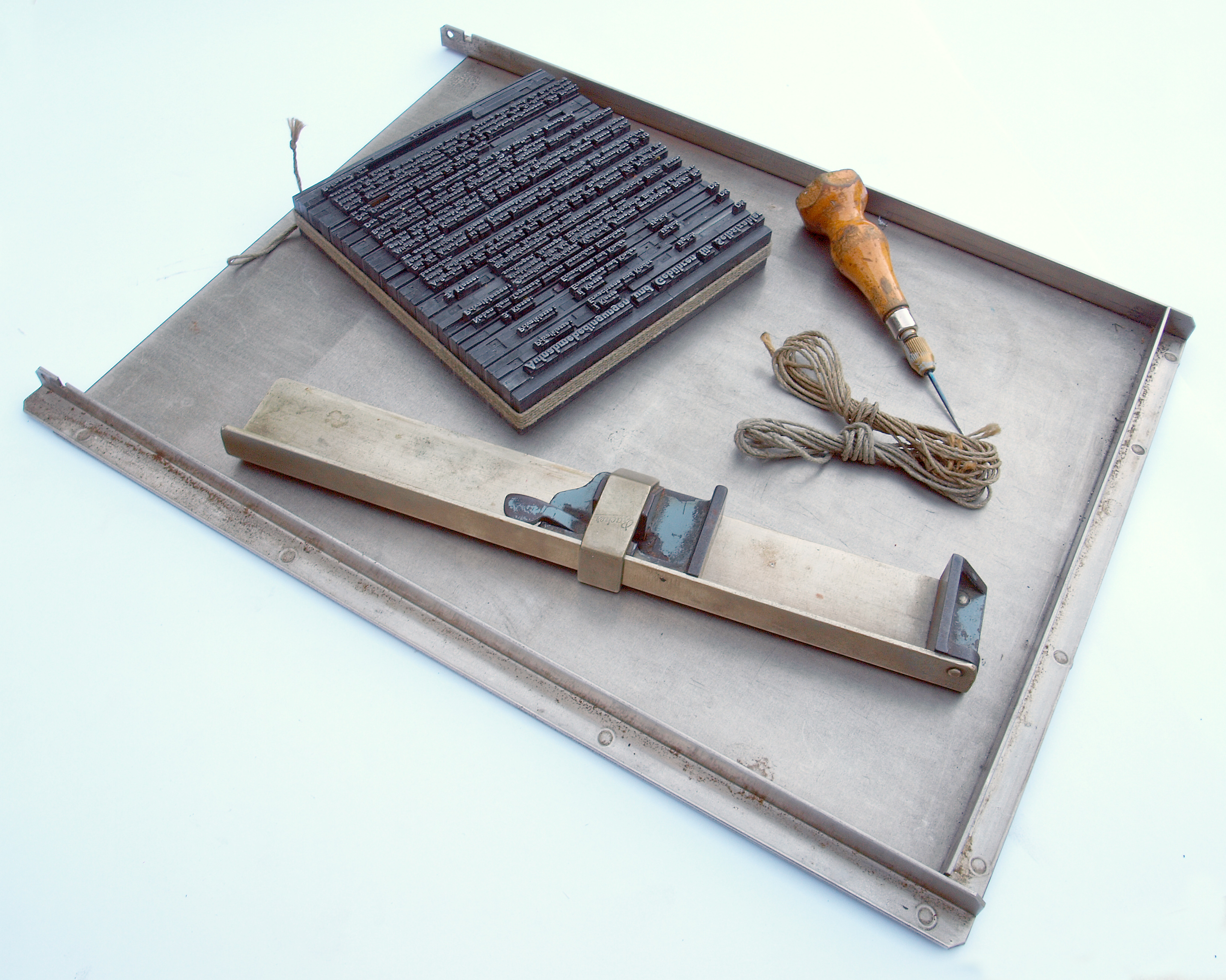
Handsatz-Werkzeug: Ahle, Kolumnenschnur, Winkelhaken und ausgebundene Kolumne auf einem Setzschiff

Der Handsatz ist das älteste Verfahren zur Herstellung von Druckformen mit beweglichen und einzelnen Lettern im Bleisatz für das Druckverfahren Buchdruck (Hochdruckverfahren). Johannes Gutenberg hat das Verfahren um etwa 1440 weiterentwickelt und in Europa eingeführt.
Die Bleilettern befinden sich in einem Setzkasten in Fächer sortiert. Der Schriftsetzer nimmt daraus die einzelnen Lettern und den Leerraum („Spatien“) und legt sie in einem Winkelhaken ab, sodass eine Schriftzeile entsteht. Der Winkelhaken wird zuvor auf die benötigte Zeilenbreite eingestellt. Mehrere Zeilen werden aus dem Winkelhaken ausgehoben und auf einem Setzschiff zu Satzspalten (Kolumnen) zusammengefügt.
Die druckfertigen gesetzten Teile werden zum Lagern bis zur Herstellung der Druckform ausgebunden, das heißt mit einem Stück Kolumnenschnur so zusammengebunden, dass es möglich ist, diesen Satz hochzuheben, ohne dass er auseinanderfällt. Dies erfordert eine gewisse Fingerfertigkeit. Damit die Form zusammenhält, erfordert es einen sauber geschlossenen Satz. Das bedeutet, dass die einzelnen Zeilen die gleiche Breite aufweisen, ausgeschlossen sind. Falls dies nicht beachtet wird, können sich einzelne Lettern oder Blindmaterial lösen und beim späteren Druck aus der Form fallen oder in die Druckmaschine geraten. In der Druckmaschine werden die Seiten ausgeschossen und mit dem sogenannten Schließzeug (die Ausbindschnur wurde entfernt) in einem Stahlrahmen fixiert. Ausschießen heißt, den Satz in der Druckmaschine so in Stellung zu bringen, dass der bedruckte Bogen richtig zusammengefaltet, die nummerierte Reihenfolge der Seitenfolge ergibt.
Im Handsatz lässt sich nicht nur Text allein setzen. Eine hohe Bedeutung hat beispielsweise der Formelsatz. Mit Messinglinien und Ornamenten lassen sich grafische Gestaltungen realisieren. Schräger oder runder Satz ist mit komplizierten Verspannungen innerhalb des Satzes mit Blindmaterial möglich. Eine Blütezeit dieser Gestaltungen war Ende des 19./Anfang des 20. Jahrhunderts. Es wurde versucht, Landkarten im Handsatz aus vorgefertigten Einzelelementen zu setzen, während der Notensatz eine Spezialistenarbeit war.
Der Handsatz wurde ab Ende des 19. Jahrhunderts im Mengensatzbereich (Bücher, Zeitungen, Zeitschriften) zunehmend vom Maschinensatz verdrängt (siehe Monotype, Linotype), bei dem ganze Schriftzeilen in Blei ausgegossen wurden. Etwa ab den 1950er Jahren gewann hier der Fotosatz an Bedeutung, bei dem sich die Schrift auf einer Fotoschablone, einer Scheibe oder einem Streifen mit Schriftnegativ befindet (siehe Intertype-Fotosetter, Monophoto). Im Belichtungsgerät wurden die Zeichen einzeln ausgerichtet und auf Fotopapier oder Film belichtet. Im Akzidenzbereich kam in diesem Zeitraum außerdem das Diatype-Fotosatzgerät auf den Markt.
Der Fotosatz entwickelte sich technisch fort, stieß jedoch an Grenzen der mechanischen Umsetzbarkeit. Ab Mitte der 1980er Jahre bekam er starke Konkurrenz vom digitalen Satz (siehe dazu Satzrechner, Desktop-Publishing), der ihn in den 1990er Jahren verdrängte.
Der Handsatz in seiner ursprünglichen Form des manuellen Bleisatzes findet heute noch vereinzelt Anwendung bei der Herstellung von bibliophilen Buchausgaben und in kleinen Privat- und Museumsdruckereien.
Prinzipiell können alle im Hand- beziehungsweise Bleisatz gefertigten Drucke Unterschiede im Druckbild aufweisen, die durch Korrekturen, Änderungen aufgrund von Zensur oder den typographischen Kreislauf entstehen konnten. Diese Unterschiede lassen sich heute auch digital nachweisen.